# Крин Антонеску
Крин Антонеску (на румънски: Crin Antonescu) е румънски политик и историк. Председател на Националната либерална партия и на румънския сенат. Определен е за общ кандидат на новите избори за президент на страната през 2025 г. от сформираната и одобрена само със 7 гласа мнозинство управляваща либерално-европейска коалиция в Румъния, след парламентарните избори в края на 2024 г.
Крин Антонеску завършва Историческия факултет на Букурещкия университет през 1985 г., след което е учител по история в Солещи, окръг Васлуй. По-късно се завръща в Тулча и продължава преподавателската си дейност до 1989 г. в Никулицел, където преподава история и френски език. Работи и като уредник в Историко-археологическия музей в Тулча от 1989 до 1990 г.
След румънската революция влиза в политиката. От 1996 г. до 2008 г. е член на румънската Камара на депутатите. На парламентарните избори през 2008 г. Крин Антонеску е избран за румънски сенатор от Букурещ. На 16 декември 2008 г. е избран за заместник-председател на румънския сенат, на който пост остава до 30 август 2009 г. Крин Антонеску участва в президентските избори през 2009 г. и заема трето място с резултат от 20,02%. На втория тур той подкрепя кандидата на Социалдемократическата партия – Мирча Джоана.
На 5 февруари 2011 г. Национално-либералната партия на Румъния формира коалиция със социалдемократите и консерваторите, а през май 2012 г. лидерът на социалдемократите Виктор Понта е избран за министър-председател на Румъния. На 3 юли 2012 г. Крин Антонеску е избран за председател на румънския сенат, а на 6 юли 2012 г. румънският парламент отстранява от длъжност тогавашния румънски президент Траян Бъсеску (за втори път). По този начин Крин Антонеску става временен действащ президент на Румъния. На 21 август с.г. Конституционният съд на Румъния обявява референдума за импийчмънта на Бъсеску за невалиден, след което отстраненият за втори път като президент на Румъния Бъсеску се връща на поста си.

## Личен живот
Крин Антонеску има два брака. От първия брак има дъщеря Ирина, родена на 1 март 2001 г. Първата му съпруга Аурелия Антонеску се самоубива поради страдание като болна от рак. На 25 септември 2009 г. се жени за втори път за съпартийката си Адина Йоана Вълеан.